# 莱斯莉·雷登
莱斯莉·雷登（英語：Lesley Reddon，1970年11月15日—），加拿大女子冰球运动员，场上位置是守门员。她曾代表加拿大国家队参加1998年冬季奥林匹克运动会冰球比赛，获得一枚银牌。